# Kija (Ägypten)
Kija war eine Nebenfrau des altägyptischen Königs (Pharao) Echnaton in der 18. Dynastie (Neues Reich). Ihre Herkunft ist unbekannt und es wird zumeist angenommen, dass sie eine Prinzessin ausländischer Abstammung aus dem Mitanni-Reich war.

## Name und Herkunft
Die kurze Form des Namens deutet vermutlich auf einen ausländischen Namen hin, der ägyptisiert wurde. Aufgrund dieser Annahme wird zumeist angenommen, sie sei mit der mitannischen Prinzessin Taduchepa identisch, die Echnaton aus dem Harem seines Vaters Amenophis III. übernommen hatte. Thomas Schneider spricht sich gegen eine solche Deutung des Namens aus. Kija muss nicht zwingend ebendiese Mitanni-Prinzessin, die Tochter des Königs Tušratta, gewesen sein, die von ca. 317 weiteren Damen von Mitanni an den ägyptischen Hof begleitet wurde. Eine andere Möglichkeit ist, dass sie im Gefolge der Prinzessin Taduchepa nach Ägypten kam.
Als vollständiger Titel der Kija ist überliefert:
Die Titel der Kija erscheinen insgesamt etwas ungewöhnlich. So finden sich Bezeichnungen wie „Ehefrau“, aber auch „Große Geliebte des Königs beider Länder“ und „Vornehme aus Naharina“. Mit Kija in Verbindung gebracht wird ebenfalls die Bezeichnung ta schepset („hohe Frau“), die sich auf Gefäßinschriften fand. Hier ist die Zuordnung zu Kija nicht eindeutig, da der Personenname nur teilweise erhalten und nicht rekonstruierbar ist. Nach Hermann A. Schlögl ist fragwürdig, dass Kija diese „hohe Frau“ ist, da diese sonst nicht mit diesem Titel überliefert ist.

## Belege

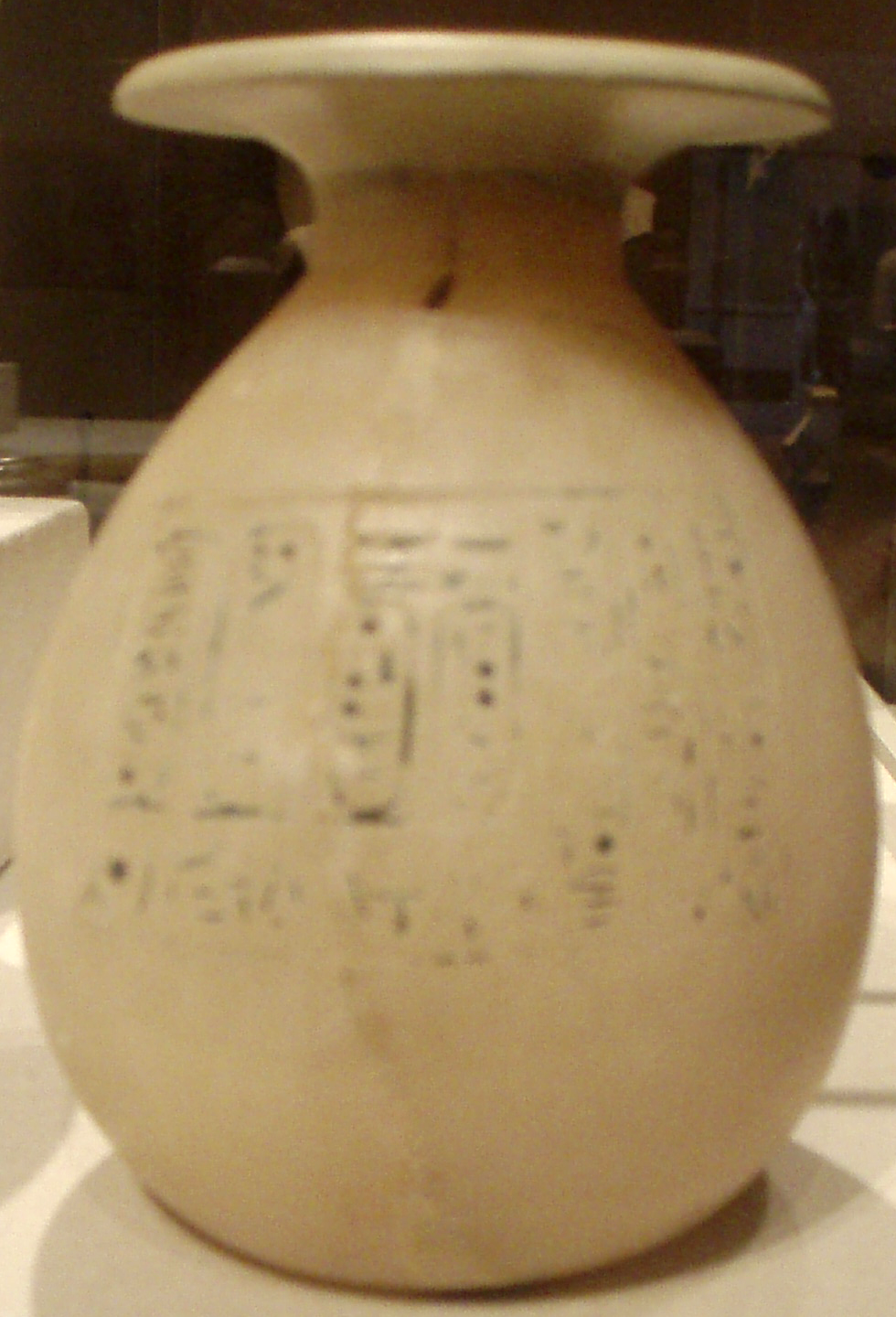
Gefäß mit dem Namen Kijas, Metropolitan Museum of Art, New York, Inventarnummer 20.2.11

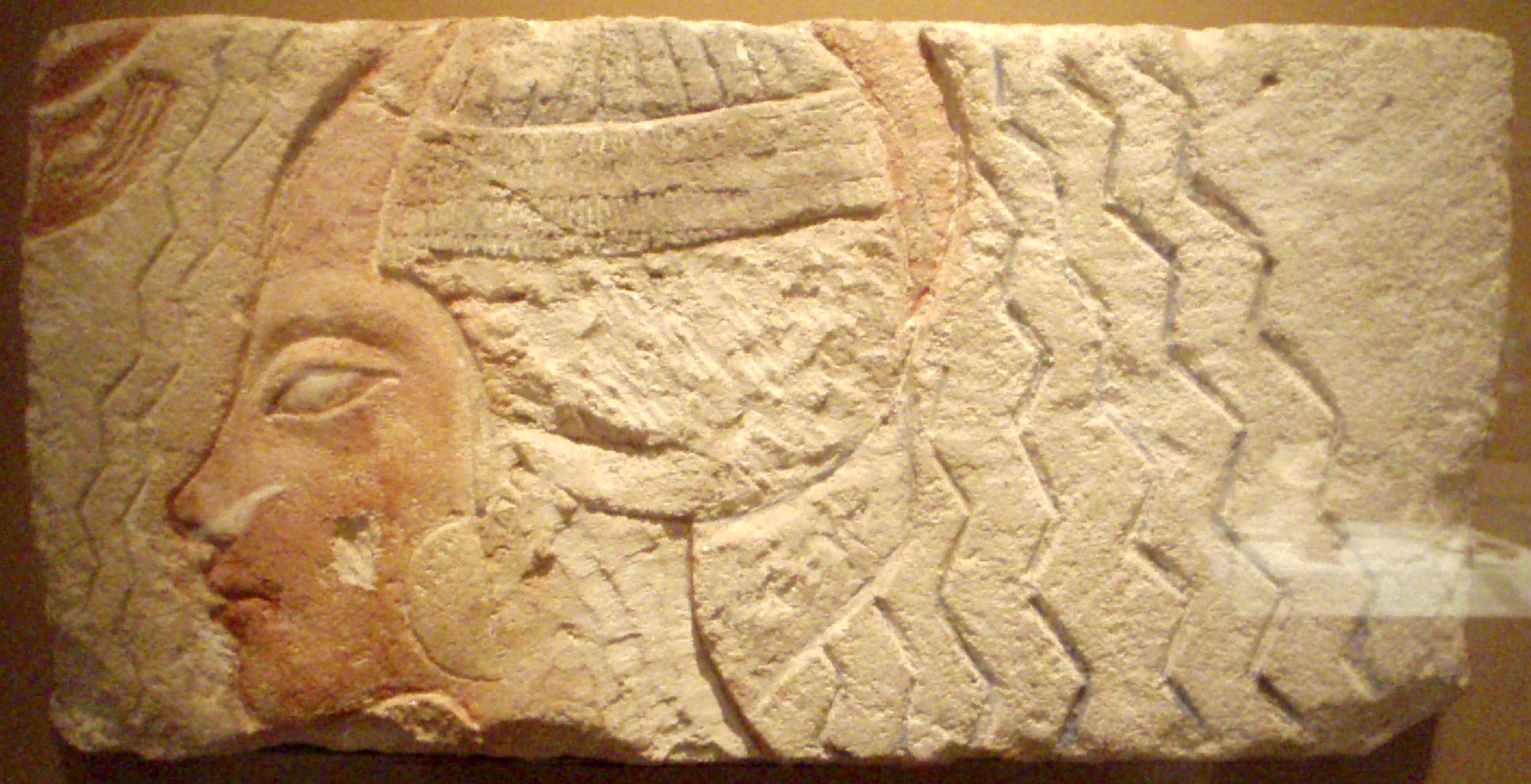
(möglicherweise) Kija beim Reinigungsritual, Metropolitan Museum of Art, New York, Inventarnummer 1985.328.8

Erik Hornung führt an, dass Kija 1959 und 1961 erstmals kurze Erwähnung in der wissenschaftlichen Literatur fand und durch weitere Forschungsarbeiten von Jurij Perepelkin, Rainer Hanke, Wolfgang Helck und Rolf Krauss genauer bekannt wurde. Kija ist durch verschiedene Fundstücke aus Echnatons neu gegründeter Hauptstadt Achet-Aton belegt, die ihren Namen tragen oder deren Inschriften sich zum Namen Kijas ergänzen lassen: Schminkröhrchen, Salbgefäße aus Kalzit sowie Palimpseste mit Textfragmenten. Die Objekte befinden sich heute unter anderem in Museen in London (British Museum), New York (Metropolitan Museum of Art) und Berlin (Ägyptisches Museum Berlin).
Im Laufe der vergangenen Jahre wurden ihr auch weitere Darstellungen zugeordnet, die zuvor anderen Personen der Amarna-Zeit zugeschrieben worden waren. Kennzeichnend für Darstellungen der Kija sind die sogenannte nubische Perücke (gestufte Löckchenperücke) und große scheibenförmige Ohrringe.

## Ihr Leben in Achet-Aton
Die ihr eindeutig zugeordneten Belege stammen zum Großteil aus Achet-Aton, so dass daraus Schlüsse über ihr Leben in Echnatons neu gegründeter Hauptstadt gezogen werden können. Allerdings werden die Belege seitens der Ägyptologie unterschiedlich gedeutet. Die Fundstücke geben keine Auskunft darüber, zu welchem Zeitpunkt Kija nach Ägypten und nach Achet-Aton kam.

### Kija und Echnaton
Dass Kija für einige Zeit am Königshof von Achet-Aton in den Vordergrund trat, ist unstrittig. Dennoch gibt es in der Ägyptologie unterschiedliche Auffassungen darüber, zu welchem Zeitpunkt dies geschah. Die Gründe dafür, dass Echnaton neben Nofretete eine andere Frau favorisierte, sind ebenfalls unbekannt. Belegt wird ihre hervorgehobene Stellung und ihr gleichzeitiges Auftreten zu Nofretete durch eine fragmentarische Darstellung: Hier steht sie hinter Echnaton unter dem Sonnengott Aton, Nofretete sowie zwei ihrer Töchter liegen in Proskynese auf dem Boden. Eine andere Annahme ist, dass Kija erst nach Nofretetes Tod in den Vordergrund trat und versucht haben soll, Nofretetes Machtposition zu erlangen. Bilder von Prinzessinnen seien so umgearbeitet worden sein, dass diese nun Kija zeigten. Ihre besondere Stellung wird nicht nur dadurch bestätigt, dass Kija Echnatons „Große geliebte Frau des Königs“ war, sondern auch dadurch, dass sie im Süden der Stadt einen Palast und im Atontempel eine eigene Kapelle (oft auch als Kiosk bezeichnet) hatte. Da Kija immer mit nur einer Tochter dargestellt wird, hatte sie zumindest eine gemeinsame Tochter mit Echnaton. In welchem Regierungsjahr Echnatons Kija ihr Kind oder ihre Kinder zur Welt brachte, ist nicht überliefert.

### Kija und Nofretete

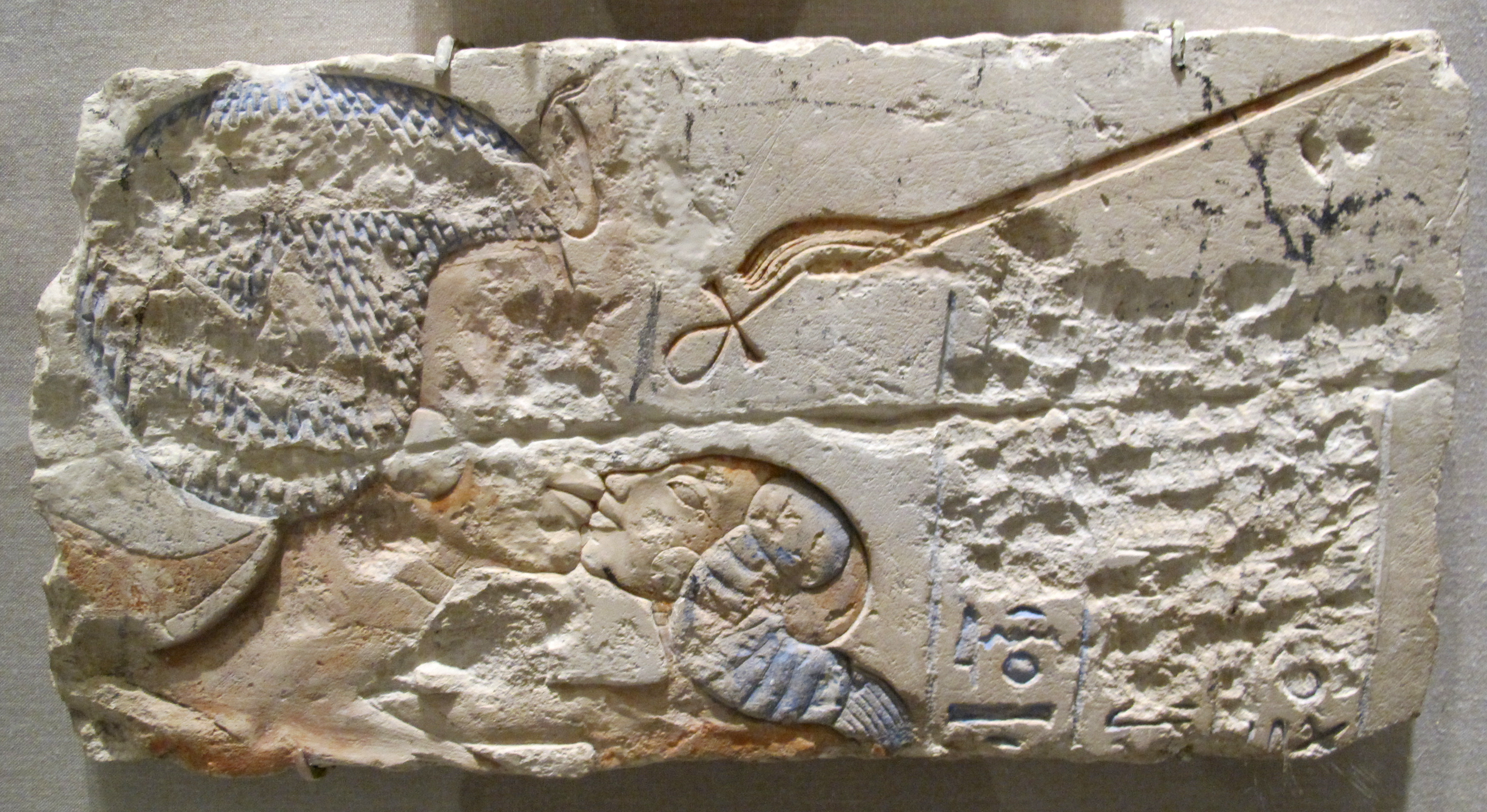
Talatat-Block mit zerstörter Darstellung (möglicherweise) der Kija oder der Nofretete und einer Tochter, Brooklyn Museum, New York, Inventarnummer 60.197.8

Die gängige Deutung der Funde zu Kija ist, dass sie und Echnatons Große königliche Gemahlin Nofretete mehrere Jahre zeitgleich in Achet-Aton verbrachten. Allerdings sagen diese Funde nichts über das Verhältnis der beiden Frauen zueinander aus. Dennoch sind beide Damen in ihrem Rang und ihrer Bedeutung am Hof Echnatons eindeutig zu unterscheiden. Dies nicht nur durch ihre Titel, sondern auch durch Position und Rolle. Nofretete war die „Große königliche Gemahlin“ Echnatons, wohingegen Kija den ungewöhnlichen Titel „Große geliebte Frau des Königs“ trug, aber auch als „die Dame“ oder „hohe Dame“ bezeichnet wird. Echnaton erhob sie dadurch zwar über alle anderen Haremsdamen, jedoch erhielt sie, im Gegensatz zu Nofretete, keine religiösen Aufgaben. Ein weiterer Unterschied findet sich in der Namensschreibung beider Königinnen. Im Gegensatz zu Nofretetes Name, wird der der Kija nie in einer Kartusche geschrieben. Erik Hornung zufolge wird Kija niemals mit Krone und königlicher Uräusschlange dargestellt. Andererseits wird Kija ein Reliefblock im Brooklyn Museum in New York zugeordnet, auf dem sie ihre Tochter küsst (Inventarnummer 60.197.8). In dieser Szene trägt sie ein Diadem mit königlichem Uräus.

### Kija und Merit-Aton
Nach Wolfgang Helck führte Kija nach Echnatons Tod offenbar zunächst die Regierung. Dadurch würde sie als die unbekannte Königswitwe Dahamunzu in Frage kommen, die den Hethiterkönig um einen Prinzen als König für Ägypten gebeten haben soll. Verdrängt wurde sie dann von der ältesten Königstochter Meritaton, die Semenchkare heiratete. Dass es zu Streitigkeiten zwischen ihr und Meritaton um den Thron kam, ist Spekulation.

## Tod oder Vertreibung?

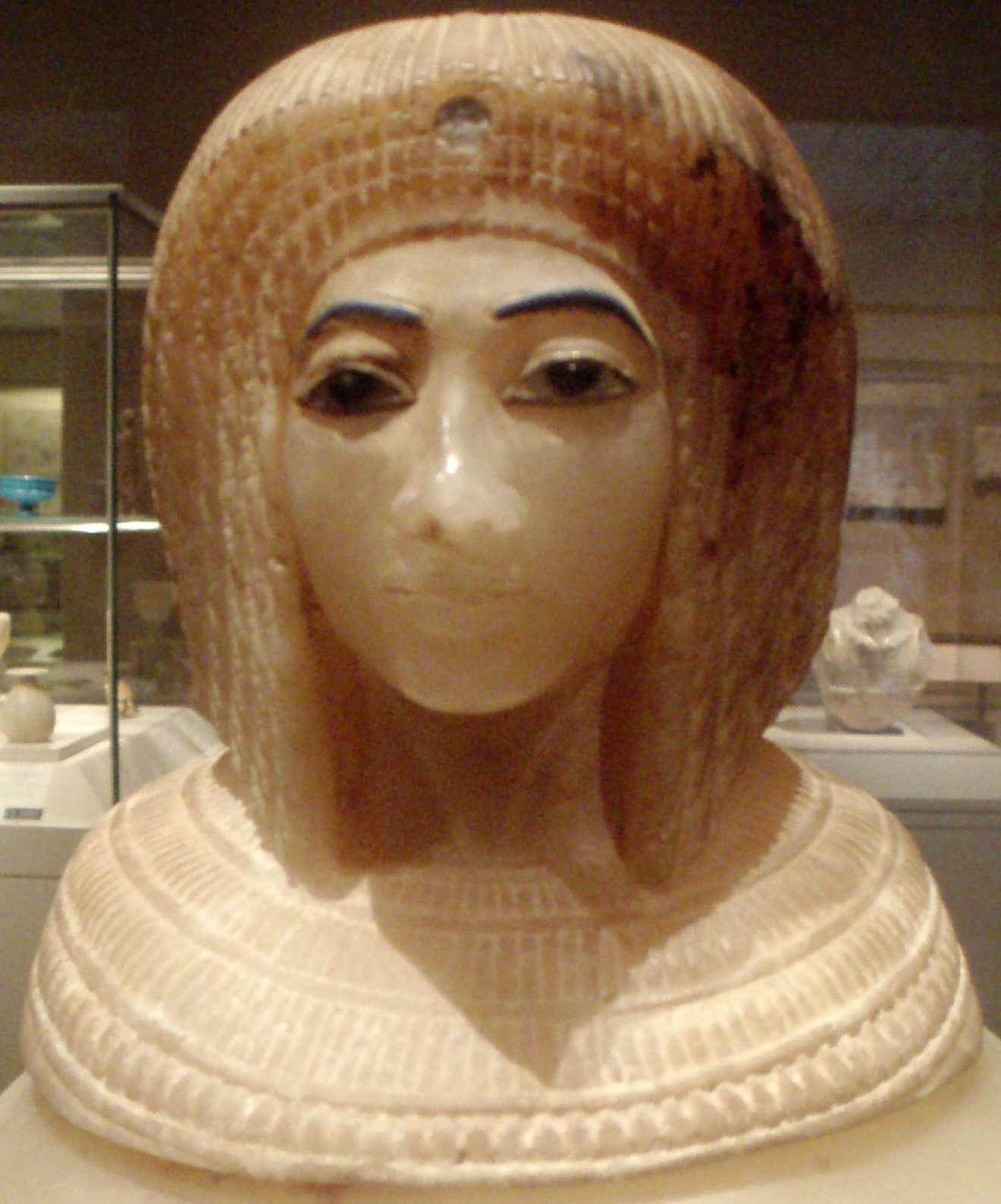
Kanopendeckel aus KV55, Metropolitan Museum of Art, New York, Inventarnummer 30.8.54

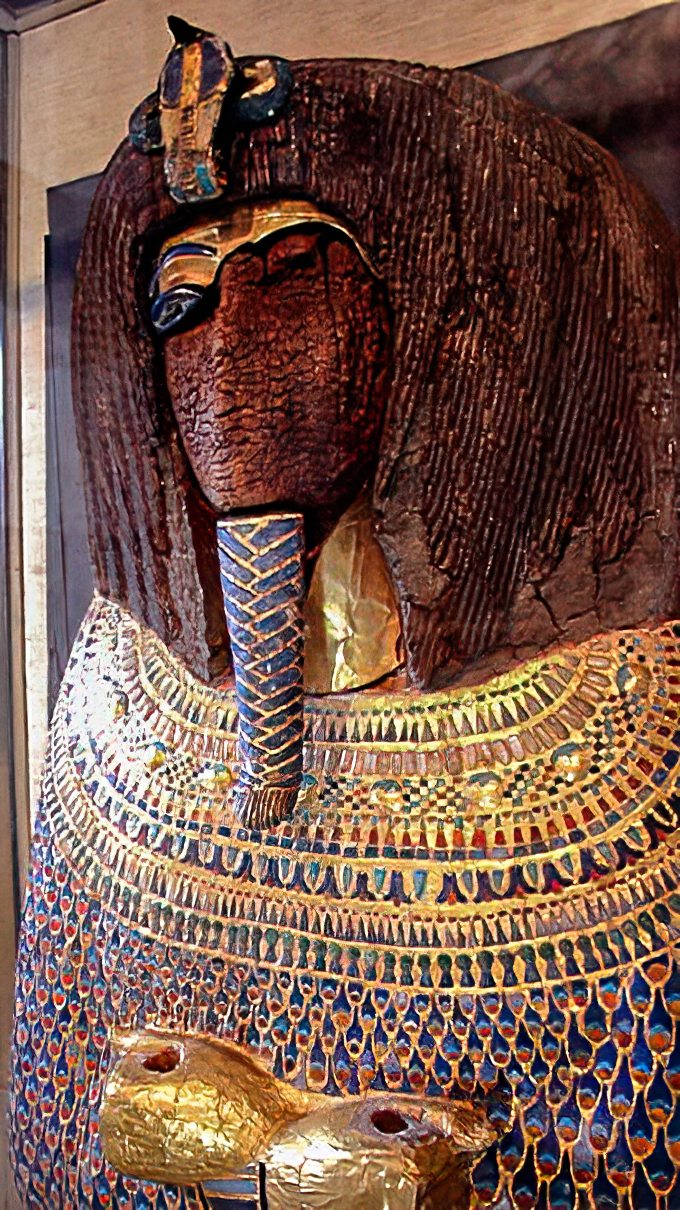
Sargdeckel aus KV55, Ägyptisches Museum, Kairo, Inventarnummer JE 39627

Kija verschwand aus den Aufzeichnungen in Amarna im 12. Regierungsjahr Echnatons, wobei es auch eine Datierung mit ihrem Namen aus einem späteren Regierungsjahr gibt. Gesichert ist, dass ihr Name auf verschiedenen Textfragmenten getilgt und durch die Namen von zwei Töchtern Echnatons ersetzt wurde. In Maru-Aton fanden sich Palimpseste, auf denen ihr Name durch den Meritatons ersetzt worden war. Auf aus Amarna stammenden und in Heliopolis verbauten Blöcken, den sogenannten talatat, wurde ihr Name sowohl durch den der Prinzessin Meritaton wie auch durch den der Prinzessin Anchesenpaaton ersetzt. Die Entdeckung, dass es sich hier um Erwähnungen der Kija handelt, war von besonderer Bedeutung, da gerade diese Namenstilgung früher als Beweis dafür angesehen worden war, Nofretete sei in Ungnade gefallen und von Echnaton verstoßen worden.

### Neuere Untersuchungen
Im Jahr 2007 wurde die Mumie der jüngeren Dame (KV35YL) aus dem Grab Amenophis II. (KV35) mittels Computertomografie durch den Radiologen Dr. Ashraf untersucht und ergab eine höchstwahrscheinliche Identifizierung als Kija. Die Art der Mumifizierung entspricht der eines Mitglieds des Königshauses der 18. Dynastie. Die Mumie weist unter anderem eine sehr große klaffende Wunde in der Wange auf. Weitere Untersuchungen des Kopfes ergaben Anzeichen für einen Bluterguss in diesem Bereich, woraus geschlossen wurde, dass ihr diese Verletzung noch zu Lebzeiten zugefügt worden war. Zudem finden sich Reste des zerschmetterten Oberkiefers und Zahnstücke tief in der Nasennebenhöhle. Dieser Befund spricht für einen gewaltsamen Tod durch einen Schlag mit einem harten Gegenstand. Bei der folgenden Einbalsamierung wurde die Wunde gereinigt und das Loch unter Harz und Füllmaterial versteckt.
Ansonsten weist der Schädel mehrere Besonderheiten auf. Die hintere Schädelpartie ist asymmetrisch, linksseitig unterentwickelt und weist einen ungewöhnlichen Fortsatz auf, der wie ein kleiner Sporn aussieht. Eine vergleichbare Anomalie ist bisher ausschließlich bei Tutanchamun bekannt. Das Alter der Frau wurde zum Todeszeitpunkt auf 22 bis maximal 45 Jahre geschätzt. Außerdem konnte die Geburt mindestens eines Kindes nachgewiesen werden.
DNA-Analysen aus dem Jahr 2010 haben die Mumie nun als Mutter Tutanchamuns identifiziert, als deren Eltern Amenophis III. und Königin Teje bestimmt werden konnten. Dadurch ist eine Zuweisung der Mumie zu Kija unwahrscheinlich, da ihre Herkunft unbekannt ist und sie in keiner bisher gefundenen Inschrift mit den Titeln einer „Königstochter“ oder „Königsschwester“ genannt wird. Der Untersuchung zufolge war die Mumie sowohl eine Schwester als auch eine Gemahlin der Mumie aus Grab KV55, bei der es sich aller Wahrscheinlichkeit nach um die von Echnaton handelt.

## Verbindung zu KV55
Folgende Grabgegenstände aus dem ominösen Grab KV55 im Tal der Könige konnten nach eingehenden Untersuchungen Kija zugeordnet werden: Kanopen und der prachtvolle vergoldete Sarg, in dem sich ein männliches Skelett befand. Sowohl die Kanopen als auch der Sarg wurden für die Bestattung dieser männlichen Person in KV55 umgearbeitet. Bei der letzten Untersuchung des Sarges im Jahr 2001 und der mit KV55 in Zusammenhang stehenden Grabbeigaben kam Alfred Grimm durch Vergleich der Inschriften zu Kijas Titulatur zu folgender Schlussfolgerung: „Diese lange Titulatur der Kija enthält Echnatons Sargformel Das vollendete Kind des lebenden Aton, von dem gilt: Er wird leben jetzt und immerdar bis in alle Ewigkeit, was dann fälschlicherweise als Hinweis auf Kija als Erstbesitzerin des Sarges aus KV55 interpretiert worden ist.“